# Cubanops armasi
Cubanops armasi  (лат.) — вид мелких пауков рода Cubanops из семейства Caponiidae. Северная Америка: эндемик Кубы. Длина самцов 2,4 мм, самки крупнее — до 3,98 мм.
Вид Cubanops armasi был впервые описан в 2010 году кубинским зоологом Александром Санчес-Руисом (Alexander Sánchez-Ruiz; Centro Oriental de Ecosistemas y Biodiversidad, Museo de Historia Natural «Tomás Romay», Сантьяго-де-Куба, Куба), американским арахнологом Норманом Платником (Norman I. Platnick; р.1951; Американский музей естественной истории, Манхэттен, Нью-Йорк, США) и канадским арахнологом Надин Дюперре (Nadine Dupérré). Cubanops armasi включён в состав рода Cubanops Sánchez-Ruiz, Platnick & Dupérré, 2010 вместе с Cubanops andersoni, Cubanops alayoni, Cubanops bimini, Cubanops darlingtoni, Cubanops granpiedra, Cubanops juragua и другими видами. Вид C. armasi назван в честь кубинского арахнолога академика Луиса де Армаса (Luis F. de Armas, р.1945).